# Varvara Gratjova
Varvara Andrejevna Gratjova (russisk: Варвара Андреевна Грачёва, født 2. august 2000 i Moskva, Rusland) er en professionel tennisspiller fra Rusland. Hun fik debut på ITF Women's Circuit i maj 2016, hvor hun også spiller double.
På ITF Women's Circuit har hun vundet to turneringer i single. Den første kom i november 2017 ved en turnering i Hammamet. Den anden sejr var ved en turnering i Antalya i januar 2018.